# Cirfontaines-en-Ornois
Cirfontaines-en-Ornois is een gemeente in het Franse departement Haute-Marne (regio Grand Est) en telt 82 inwoners (2009). De plaats maakt deel uit van het arrondissement Saint-Dizier.

## Geografie
De oppervlakte van Cirfontaines-en-Ornois bedraagt 13,7 km², de bevolkingsdichtheid is dus 6 inwoners per km².
De onderstaande kaart toont de ligging van Cirfontaines-en-Ornois met de belangrijkste infrastructuur en aangrenzende gemeenten.

## Demografie
Onderstaande figuur toont het verloop van het inwonertal (bron: INSEE-tellingen).